# Edward Fegen
Edward Stephen Fogarty Fegen VC (ur. 8 października 1891, zm. 5 listopada 1940) − oficer Royal Navy pochodzenia irlandzkiego wsławiony bitwą, jaką stoczył dowodzony przez niego krążownik pomocniczy AMC HMS „Jervis Bay” z pancernikiem kieszonkowym, „Admiral Scheer” 5 listopada 1940 roku, w którym to boju poniósł śmierć ratując wiele alianckich statków konwoju HX-84 i życie członków ich załóg, za co pośmiertnie odznaczony został Krzyżem Wiktorii.

## I wojna światowa
24 marca 1918 roku idący w konwoju przez kanał La Manche brytyjski frachtowiec SS „War Knight” zderzył się z amerykańskim tankowcem SS „O.B. Jennings”. Iskry wywołane tarciem metalu o metal spowodowały, że zajęła się kerozyna przewożona przez amerykańską jednostkę. Po chwili oba statki i woda wokół stanęły w płomieniach. Kapitan „O.B. Jennings” kazał spuścić na wodę wszystkie szalupy, ale te z prawej burty spłonęły, więc załoga ratowała się opuszczając statek łodziami z lewej burty. Kapitan, I oficer, I mechanik i trzech innych członków załogi zostało na pokładzie. Dowodzony przez porucznika Fegena HMS „Garland”, podobnie jak inne znajdujące się w pobliżu niszczyciele, pospieszył na ratunek. W chwili gdy zbliżał się do miejsca kolizji zauważono, że jedna z łodzi ratunkowych spuszczonych z „O.B. Jennings” zaczyna tonąć. „Garland” podszedł do „O.B. Jennings”, uratował ludzi z tonącej łodzi, po czym − stając burta w burtę z wciąż płonącym statkiem − zdjął z jego pokładu pozostających tam ludzi. Łącznie uratowano czterech oficerów i dwudziestu dwóch marynarzy. Porucznik Fegen okazał zimną krew i rozwagę, podobnie jak podoficer Driscoll, który stał na sterze i precyzyjnie przekazywał rozkazy dowódcy do maszynowni. Obaj uhonorowani zostali za tę akcję srebrnymi Sea Gallantry Medal.

## Lata międzywojenne
Po wojnie Fegen został oddelegowany do nowo utworzonej Royal Australian Navy, gdzie w latach 1928-1929 pełnił obowiązki oficera wykonawczego w Royal Australian Naval College, który znajdował się na Terytorium Jervis Bay, nad zatoką o tej samej nazwie, w eksklawie Australijskiego Terytorium Stołecznego na południowym wybrzeżu Nowej Południowej Walii. Przypadkowo okręt, który miał przynieść mu sławę (i śmierć), otrzymał swą nazwę od tej zatoki.

## II wojna światowa
W drugim roku wojny 49-letni komandor Fegen został dowódcą krążownika pomocniczego (AMC, skrót od ang. Armed Merchant Cruiser) HMS „Jervis Bay”.
Po południu 5 listopada 1940 roku, na środku północnego Atlantyku, składający się z 38 statków eskortowanych przez „Jervis Bay” konwój HX-84 został zaatakowany znienacka przez niemiecki pancernik kieszonkowy „Admiral Scheer”. Fegen bez wahania podjął walkę z napastnikiem chcąc dać statkom konwoju czas na rozproszenie się i ucieczkę. Tymczasem już trzecia salwa Scheera była celna . Pozbawiony steru i łączności radiowej, stojący w płomieniach „Jervis Bay” próbował prowadzić nierówny bój przez około ⅓ godziny (większość autorów twierdzi, że 22 minuty ), ale po kolejnej celnej salwie, która zniszczyła m.in. pomost zabijając dowódcę, zatonął wraz ze 187 członkami załogi. Czas ten jednak wystarczył statkom, które kryjąc się za zasłoną dymną rozpierzchły się we wszystkie strony. Admiral Scheer zdołał zatopić jedynie sześć jednostek, ale trzydzieści dwie − w tym zbiornikowiec MV San Demetrio − ocalały. Komandor Edward Fegen został pośmiertnie odznaczony najwyższym odznaczeniem brytyjskim, Krzyżem Wiktorii.
Został wspomniany w przemówieniu radiowym Winstona Churchilla wygłoszonym 13 maja 1945 roku:

Gdy wracam myślą do tych dni wspominam różne wydarzenia i różne osobowości. Nie mogę zapomnieć kontradmirała Esmonde'a, kaprala Kenneally'ego, komandora Fegena i wielu innych irlandzkich bohaterów jakich mógłbym tu z łatwością wymienić, a wraz z tym wspomnieniem wszystkie brytyjskie uprzedzenia do Irlandczyków umierają w moim sercu. Mogę się tylko modlić by w latach, których nie dane mi już będzie oglądać, hańba została zmazana, chwała zatriumfowała, a ludy Wysp Brytyjskich i Brytyjskiej Wspólnoty Narodów poszły drogą wzajemnego zrozumienia i wybaczenia...